# Heteroconis subanalis
Heteroconis subanalis is een insect uit de familie van de dwerggaasvliegen (Coniopterygidae), die tot de orde netvleugeligen (Neuroptera) behoort. 
De wetenschappelijke naam Heteroconis subanalis is voor het eerst geldig gepubliceerd door Meinander in 1972.